# Нестор Фаббрі
Нестор Фаббрі (ісп. Néstor Fabbri, нар. 29 квітня 1968, Буенос-Айрес) — аргентинський футболіст, що грав на позиції захисника. Футболіст року в Аргентині (1997).
Виступав, зокрема, за клуби «Расинг» (Авельянеда), «Бока Хуніорс» та «Нант», а також національну збірну Аргентини, у складі якої став віце-чемпіоном світу 1990 року.

## Клубна кар'єра
Народився 29 квітня 1968 року в місті Буенос-Айрес. Вихованець футбольної школи клубу «Олл Бойз». В головній команді клубу він дебютував у сезоні 1984/85 в аргентинському Другому дивізіоні.
1986 року Фаббрі перейшов в команду Першого дивізіону «Расинг» (Авельянеда), в якій провів шість сезонів, взявши участь у 169 матчах чемпіонату. Більшість часу, проведеного у складі «Расинга», був основним гравцем захисту команди і у 1987 році Фаббрі був названий Футболістом року в Аргентині, а наступного року виграв з командою Суперкубок Лібертадорес.
Згодом з 1992 по 1994 рік грав у складі «Лануса», з перервою на виступи за колумбійський клуб «Америка де Калі», а в 1994 році перейшов в «Боку Хуніорс». Відіграв за команду з Буенос-Айреса наступні чотири сезони своєї ігрової кар'єри. Граючи у складі «Бока Хуніорс» також здебільшого виходив на поле в основному складі команди, але так і не виграв жодного чемпіонату з командою.
Влітку 1998 року уклав контракт з французьким клубом «Нант», у складі якого провів наступні чотири роки своєї кар'єри гравця. Тренерським штабом нового клубу також розглядався як гравець «основи». За цей час по два рази виборював титул володаря Кубка та Суперкубка Франції, а також один раз став чемпіоном Франції.
У 2002 році Фаббрі перейшов у «Генгам», що також виступав у французькому Першому дивізіоні. Тут аргентинець відіграв один сезон разом з такими одноклубниками як Дідьє Дрогба і Флоран Малуда, а команда посіла рекордне для себе 7-е місце в чемпіонаті Франції. Потім він повернувся до Аргентини в «Естудьянтес».
Завершив професійну ігрову кар'єру у рідному клубі «Олл Бойз», за який виступав протягом 2004—2005 років у третьому за рівнем дивізіоні країни.

## Виступи за збірну
1987 року дебютував в офіційних матчах у складі національної збірної Аргентини, а наступного року з олімпійською командою поїхав на футбольний турнір Літніх Олімпійських ігор, що пройшли в Південній Кореї.
У складі національної збірної був учасником чемпіонату світу 1990 року в Італії, де разом з командою здобув «срібло». Фаббрі вийшов у стартовому складі аргентинців у першому матчі на турнірі, сенсаційно програному збірній Камеруну. Більше на поле на тому турнірі Фаббрі не виходив, хоча збірна Аргентина дійшла до фіналу і провела загалом 7 матчів.
В подальшому зі збірною брав участь у Кубку Короля Фахда 1995 року у Саудівській Аравії, де разом з командою здобув «срібло», а також Кубку Америки 1995 року в Уругваї, де аргентинці вилетіли на стадії чвертьфіналу.
Протягом кар'єри у національній команді, яка тривала 10 років, провів у формі головної команди країни 22 матчі, забивши 2 голи.

## Титули і досягнення
- Чемпіон Франції (1):

«Нант»: 2000–01
- Володар Кубка Франції (2):

«Нант»: 1998–99, 1999–00
- Володар Суперкубка Франції (2):

«Нант»: 1999, 2001
- Володар Суперкубка Лібертадорес (1):

«Расинг» (Авельянеда): 1988
Збірні
- Бронзовий призер Панамериканських ігор: 1987
- Віце-чемпіон світу: 1990